# Miruts Yifter
Muruse Yefter, etiopski atlet, * 1. januar 1938, † 22. december 2016.
Sodeloval je na atletskem delu poletnih olimpijskih igrah leta 1972 in leta 1980.